# 다카라즈카 기념
다카라즈카 기념(일본어: 宝塚記念)은 일본중앙경마회(JRA)에서 주최하는 경마 대회로, 한신 경마장에서 실시되는 중앙경마 G1급 경주다.

## 역사
1995년 다카라즈카 기념는 효고현 남부 지진에 따른 대진재로 인해 한신 경마장이 아닌 교토 경마장에서 개최되었다.

## 역대 대회
| 회차 | 개최일        | 역대 BEST 3   | 역대 BEST 3     | 역대 BEST 3   |
| 회차 | 개최일        | 우승          | 준우승          | 3위           |
| ---- | ------------- | ------------- | --------------- | ------------- |
| 32회 | 1991. 06. 09. | 메지로 라이언 | 메지로 맥퀸     | 타이 이글     |
| 33회 | 1992. 06. 14. | 메지로 파머   | 카미노 크레세   | 미스터 스페인 |
| 34회 | 1993. 06. 14. | 메지로 맥퀸   | 이쿠노 딕터스   | 오스미 로치   |
| 35회 | 1994. 06. 12. | 비와 하야히데 | 아이르톤 심볼리 | 댄싱 서패스   |
| 36회 | 1995. 06. 04. | 단츠 시애틀   | 타이키 블리자드 | 에어 더블린   |
| 66회 | 2025. 06. 15. | 메이쇼 타바루 | 벨라지오 오페라 | 저스틴 팰리스 |